# Gersheim
Gersheim là một đô thị thuộc huyện Saarpfalz, bang Saarland, Đức. Đô thị Gersheim có diện tích 57,48 km², dân số thời điểm ngày 31 tháng 12 năm 2006 là 7194 người. Gersheim tọa lạc gần biên giới với Pháp, bên sông Blies, cự ly khoảng 15 km về phía tây nam của Zweibrücken, và 20 km về phía đông nam của Saarbrücken.